# ثيسمة سيتي مريام
ثيسمة سيتي مريام (الاسم العلمي:Thismia sitimeriamiae) هي نوع من النباتية تتبع جنس الثيسمة من الفصيلة الثيسمية. وهي نوع جديد غير عادي في جنس الثيسمة من ولاية ترغكانو في ماليزيا في شبه جزيرة الملايو. تختلف عن جميع أنواع الثيسمة الأخرى المعروفة للعلم وعلى الأخص في تكوينها الفريد من نوعه الذي يتكون من تبلات داخلية وتشكل سطحها الزهري الذي يتميز بشيعورات برتقالية واضحة. لقد تمت التوصية بتعيين حالة الحفظ لـثيسمة سيتي مريام على أنها مهددة بالانقراض (خق) وفقًا لمعايير الاتحاد الدولي لحفظ الطبيعة (IUCN).

## أصل التسمية
تم تخصيص اسم النوع تكريماً لـسيتي مريام والدة المؤلف الثاني دوم نيكونغ (Dome Nikong) لدعمها الذي لا مثيل له لأنشطة الحفظ التي تتبعها دوم نيكونغ ومساعدته في الحفاظ على مجموعات النباتات الخاصة به.